# 布里奥奈
布里奥奈（法語：Brionnais，法語發音：[bʁijɔnɛ]）是法国勃艮第南部的一个小型传统地区。布里奥奈以罗马式教堂、城堡、美食（夏洛莱牛的起源地）和葱郁的景观而闻名。

## 地名
马里奥·罗西（Mario Rossi）认为，继“pagus brianensis”、“Brienois”、“Briennois”之后，“Brionnais”这个名字在14世纪就以今天的形式出现了。对于这个名字的由来，人们提出了各种假设：来自该地区的主要城镇“Briennum”（今布列农）、“Briannum”（今布里扬）；来自已消失的高卢奥皮杜姆；或是来自高卢部落Brannovices。
今天一些市镇的名称中带有后缀“在布里奥奈地区”（en-Brionnais）
- 布里奥奈地区科隆比耶（Colombier-en-Brionnais）
- 布里奥奈地区利尼（Ligny-en-Brionnais）
- 布里奥奈地区圣克里斯托夫（Saint-Christophe-en-Brionnais）
- 布里奥奈地区圣迪迪耶（Saint-Didier-en-Brionnais）
- 布里奥奈地区圣日耳曼（Saint-Germain-en-Brionnais）
- 布里奥奈地区圣洛朗（Saint-Laurent-en-Brionnais）
- 布里奥奈地区瑟米尔（Semur-en-Brionnais）